# Jesus Is Born
Jesus Is Born é o primeiro álbum de estúdio do grupo gospel Sunday Service Choir, liderado pelo cantor americano Kanye West. Foi lançado em 25 de dezembro de 2019, pela INC. O álbum foi lançado para coincidir com o Natal e segue o lançamento do nono álbum de estúdio com tema cristão de West, Jesus Is King, que foi lançado dois meses antes em outubro de 2019.

## Antecedentes e gravação
No primeiro domingo de 2019, West começou o primeiro ensaio "Sunday Service", onde ele realizou arranjos gospel de músicas de sua discografia e outras músicas do grupo de coral The Samples e colaboradores frequentes como Tony Williams e Ant Clemons. Em abril de 2019, West afirmou que foi "radicalmente salvo" na época da primeira apresentação pública do grupo no Coachella Valley Music and Arts Festival. O nono álbum de estúdio de West, Jesus Is King, foi lançado em outubro de 2019, com o Sunday Service fornecendo vocais nas faixas "Selah", "Everything We Need" e "Water".

## Recepção crítica
Bianca Gracie, da Billboard elogiou o álbum por se concentrar mais no coral do que Jesus Is King , enquanto afirmava que Jesus Is Born "se baseia no ressurgimento imersivo de West". Gracie também observou que o álbum "não seria um álbum liderado por Kanye West sem alguns acenos de sua própria discografia" e escreveu que "equilibra herança com inovação milenar".

## Lista de faixas
Lista de faixas adaptadas do Apple Music.
| N.º            | Título                                      | Compositor(es)                                     | Duração |  |
| 1.             | "Count Your Blessings"                      | Timothy Wright                                     | 5:27    |  |
| 2.             | "Excellent"                                 | Brenda Joyce Moore                                 | 3:29    |  |
| 3.             | "Revelations 19:1"                          | Stephen A. Hurd                                    | 5:33    |  |
| 4.             | "Rain"                                      | Nikki Grier Brian Alexander Morgan                 | 4:48    |  |
| 5.             | "Balm in Gilead"                            | The Clark Sisters                                  | 2:08    |  |
| 6.             | "Father Stretch"                            | Kanye West                                         | 5:52    |  |
| 7.             | "Follow Me / Faith"                         | William Jennings Eddie Lewis Kyle Smith Grier West | 7:02    |  |
| 8.             | "Ultralight Beam"                           | Grier West                                         | 3:21    |  |
| 9.             | "Lift Up Your Voices"                       | Grier Andrew Swanson Sia Furler Thomas Pentz       | 7:48    |  |
| 10.            | "More Than Anything"                        | Rick Robinson                                      | 6:54    |  |
| 11.            | "Weak"                                      | Grier Morgan                                       | 3:05    |  |
| 12.            | "That's How the Good Lord Works"            | Grier The Joubert Singers                          | 4:43    |  |
| 13.            | "Sunshine"                                  | The Clark Sisters                                  | 4:14    |  |
| 14.            | "Back to Life"                              | Grier Caron Wheeler Paul Hooper Simon Law          | 3:19    |  |
| 15.            | "Souls Anchored"                            | Grier Benjamin Bush Stephen Garrett Timothy Mosley | 3:59    |  |
| 16.            | "Sweet Grace"                               | Grier                                              | 1:38    |  |
| 17.            | "Paradise"                                  | Grier Jeremy Felton Keith James Mick Schultz       | 4:13    |  |
| 18.            | "Satan, We're Gonna Tear Your Kingdom Down" | Shirley Caesar                                     | 3:23    |  |
| 19.            | "Total Praise"                              | Richard Smallwood                                  | 3:15    |  |
| Duração total: | Duração total:                              | Duração total:                                     | 1:23:56 |  |

## Desempenho nas tabelas musicas
| Tabela musical (2020)                         | Melhor Posição |
| --------------------------------------------- | -------------- |
| Estados Unidos Independent Albums (Billboard) | 12             |
| Estados Unidos Top Gospel Albums (Billboard)  | 2              |